# Radillo
Radillo es un núcleo de población español de la localidad de Lamadrid, perteneciente al municipio de Valdáliga, en la comunidad autónoma de Cantabria.

## Historia
Hacia mediados del siglo XIX, el lugar era referido como un barrio ya por entonces perteneciente al municipio de Valdáliga. En 2023, el núcleo de población de Radillo, encuadrado dentro de la entidad singular de población de Lamadrid, tenía empadronados 10 habitantes.